# Arnold Földesy

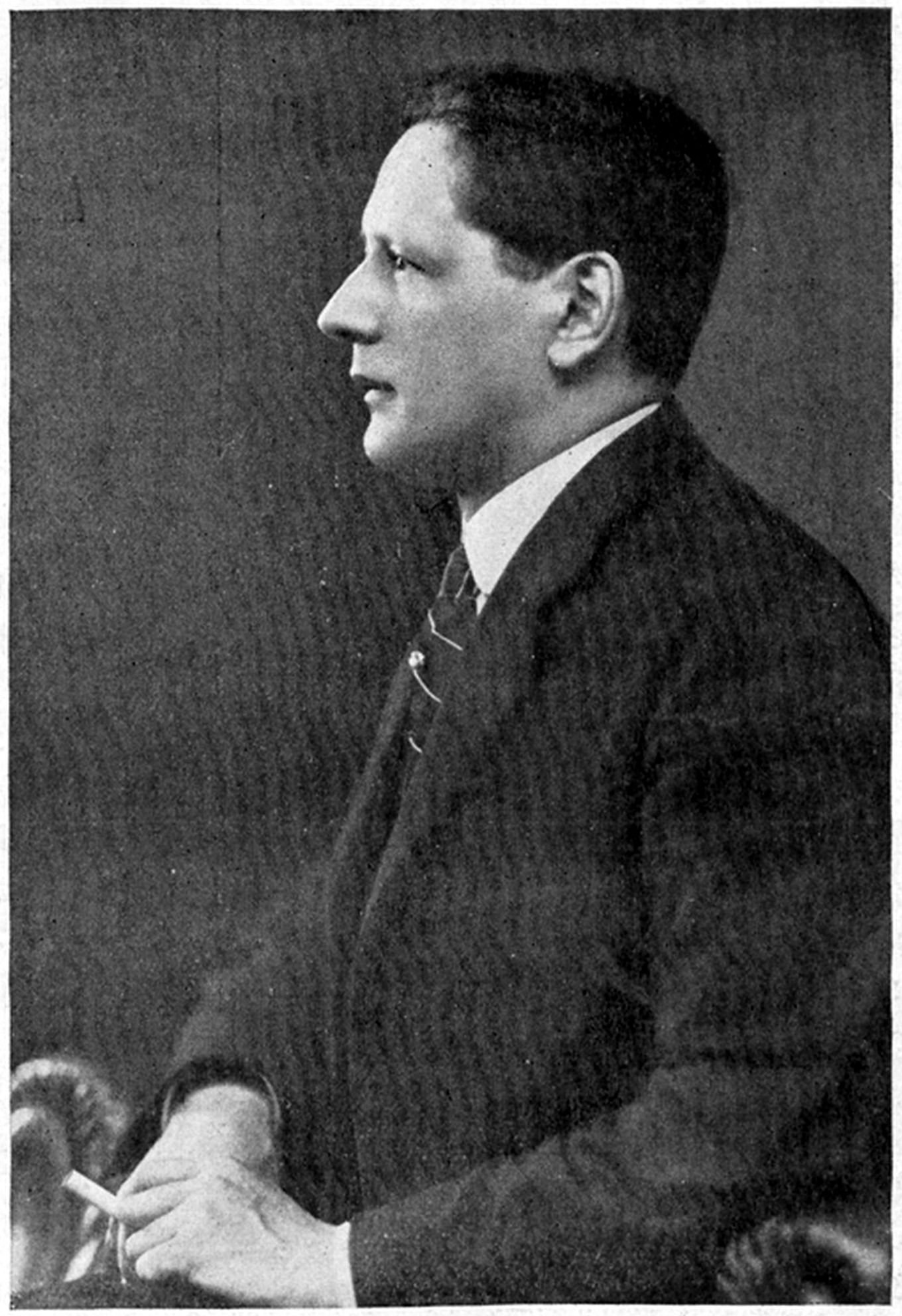
Prof. Arnold Földesy, 1927

Arnold Földesy, född 20 december 1882 i Budapest, död 29 maj 1940 i Budapest, var en ungersk musiker.
Földesy var en av sin tids mest betydande violoncellister, och är känd genom sina många konsertresor och framgångar. Földesy, som även konserterat i Sverige, tillhörde uteslutande det rent virtuosa riktningen inom violinspelandet.